# Hans Christian Andersens flygplats
Hans Christian Andersens flygplats är en flygplats i Danmark.   Den ligger i Nordfyns Kommune och Region Syddanmark, i den centrala delen av landet. Hans Christian Andersens flygplats ligger 17 meter över havet. Den ligger på ön Fyn.